# Championnats du monde de ski acrobatique 2013
Navigation
Édition précédente Édition suivante
La 14e édition des Championnats du monde de ski acrobatique se déroule du 5 au 10 mars 2013 à Voss et Oslo (Norvège).

## Tableau des médailles
| Rang  | Nation      | Or | Argent | Bronze | Total |
| ----- | ----------- | -- | ------ | ------ | ----- |
| 1     | Canada      | 4  | 5      | 1      | 10    |
| 2     | États-Unis  | 3  | 1      | 6      | 10    |
| 3     | Chine       | 2  | 0      | 1      | 3     |
| 4     | Suisse      | 2  | 0      | 0      | 2     |
| 5     | France      | 1  | 2      | 2      | 5     |
| 6     | Japon       | 0  | 2      | 1      | 3     |
| 7     | Russie      | 0  | 1      | 0      | 1     |
| 7     | Royaume-Uni | 0  | 1      | 0      | 1     |
| 9     | Australie   | 0  | 0      | 1      | 1     |
| Total | Total       | 12 | 12     | 12     | 36    |

## Résultats

### Hommes
| Épreuves            | Or                    | Argent              | Bronze           |
| ------------------- | --------------------- | ------------------- | ---------------- |
| Skicross            | Jean-Frédéric Chapuis | Bastien Midol       | John Teller      |
| Saut                | Qi Guangpu            | Travis Gerrits      | Jia Zongyang     |
| Half-pipe           | David Wise            | Torin Yater-Wallace | Thomas Krief     |
| Slopestyle          | Thomas Wallisch       | James Woods         | Nicholas Goepper |
| Bosses              | Mikaël Kingsbury      | Alexandre Bilodeau  | Patrick Deneen   |
| Bosses en parallèle | Alexandre Bilodeau    | Mikaël Kingsbury    | Patrick Deneen   |

### Femmes
| Épreuves            | Or                    | Argent              | Bronze                  |
| ------------------- | --------------------- | ------------------- | ----------------------- |
| Skicross            | Fanny Smith           | Marielle Thompson   | Ophélie David           |
| Saut                | Xu Mengtao            | Veronika Korsounova | Danielle Scott          |
| Half-pipe           | Virginie Faivre       | Anaïs Caradeux      | Ayana Onozuka           |
| Slopestyle          | Kaya Turski           | Dara Howell         | Grete Eliassen          |
| Bosses              | Hannah Kearney        | Miki Ito            | Justine Dufour-Lapointe |
| Bosses en parallèle | Chloé Dufour-Lapointe | Miki Ito            | Hannah Kearney          |